# 북수원 나들목
북수원 나들목(N.Suwon IC)은 경기도 수원시 장안구 파장동에 설치된 영동고속도로의 11번 교차로이다. 신갈반월고속도로 계획 당시 가칭은 파장 나들목 또는 지지대 나들목이었으며 이후 1991년 11월 29일에 신갈반월고속도로가 개통되면서 지금과 같은 명칭으로 변경되었다. 나들목 진출입로는 의왕시 왕곡동에 연결되어 있으며, 수원시 장안구 및 의왕시 등지로 진출이 가능하다.

## 연혁
- 1987년 12월 31일 : 나들목 신설을 위해 수원시 도시계획시설 교통광장에 수원시 파장동 일원을 파장 나들목으로 고시[2]
- 1991년 11월 29일 : 신갈반월고속도로 개통과 함께 통행 개시[3]
- 1997년 6월 25일 : 신갈 ~ 반월고속도로 확장 공사로 나들목 개량을 위해 도로구역 변경[4]
- 2001년 5월 3일 : 요금 수납 방식이 개방식에서 폐쇄식으로 변경되어 나들목에 요금소를 설치하고 통행료 징수 개시[5]
- 2000년 10월 12일 : 2001년 12월까지 나들목 부가차로 설치 공사로 인해 경기도 용인시 기흥읍 신갈리 ~ 안산시 장하동 23.2km 구간 도로구역 변경[6]

## 구조물 정보
- 위치: 경기도 수원시 장안구 파장동
- 영업소: 경기도 수원시 장안구 영동고속도로 31 (파장동)

## 접속하는 도로
- 국도 제1호선 (경수대로)
- 간접 연결 : 지방도 제309호선 (봉담과천도시고속화도로, 의왕 나들목 이용)

## 교통량 정보
| 요금소          | 통행량 (대/일) | 통행량 (대/일) | 통행량 (대/일) | 통행량 (대/일) | 통행량 (대/일) | 통행량 (대/일) | 통행량 (대/일) | 통행량 (대/일) | 통행량 (대/일) | 통행량 (대/일) | 각주  |
| 요금소          | 2001년         | 2002년         | 2003년         | 2004년         | 2005년         | 2006년         | 2007년         | 2008년         | 2009년         | 2010년         | 각주  |
| --------------- | -------------- | -------------- | -------------- | -------------- | -------------- | -------------- | -------------- | -------------- | -------------- | -------------- | ----- |
| 북수원 (폐쇄식) | 20,323         | 21,298         | 22,762         | 23,762         | 24,674         | 22,947         | 23,304         | 23,105         | 22,317         | 20,894         | [ 7 ] |
| 요금소          | 2011년         | 2012년         | 2013년         | 2014년         | 2015년         | 2016년         | 2017년         | 2018년         | 2019년         |                | [ 7 ] |
| 북수원 (폐쇄식) | 22,132         | 22,392         | 23,224         | 23,737         | 24,887         | 24,381         | 23,519         | 22,920         | 22,675         |                | [ 7 ] |